# Olga Dychowitschnaja
Olga Yuryevna Dychowitschnaja (en russe : О́льга Ю́рьевна Дыхови́чная), née Golyak le 4 septembre 1980 à Minsk, est une actrice, productrice et réalisatrice biélorusse et russe.